# OR6K3
OR6K3 (англ. Olfactory receptor family 6 subfamily K member 3) – білок, який кодується однойменним геном, розташованим у людей на 1-й хромосомі. Довжина поліпептидного ланцюга білка становить 331 амінокислот, а молекулярна маса — 37 352.
| 10         |  | 20         |  | 30         |  | 40         |  | 50         |
| ---------- |  | ---------- |  | ---------- |  | ---------- |  | ---------- |
| MCWTMPSPFT |  | GSSTRNMESG |  | NQSTVTEFIF |  | TGFPQLQDGS |  | LLYFFPLLFI |
| YTFIIIDNLL |  | IFSAVRLDTH |  | LHNPMYNFIS |  | IFSFLEIWYT |  | TATIPKMLSN |
| LISEKKAISM |  | TGCILQMYFF |  | HSLENSEGIL |  | LTTMAIDRYV |  | AICNPLRYQM |
| IMTPRLCAQL |  | SAGSCLFGFL |  | ILLPEIVMIS |  | TLPFCGPNQI |  | HQIFCDLVPV |
| LSLACTDTSM |  | ILIEDVIHAV |  | TIIITFLIIA |  | LSYVRIVTVI |  | LRIPSSEGRQ |
| KAFSTCAGHL |  | MVFPIFFGSV |  | SLMYLRFSDT |  | YPPVLDTAIA |  | LMFTVLAPFF |
| NPIIYSLRNK |  | DMNNAIKKLF |  | CLQKVLNKPG |  | G          |  |            |

A: Аланін

C: Цистеїн

D: Аспарагінова кислота

E: Глутамінова кислота

F: Фенілаланін

G: Гліцин

H: Гістидин

I: Ізолейцин

K: Лізин

L: Лейцин

M: Метіонін

N: Аспарагін

P: Пролін

Q: Глутамін

R: Аргінін

S: Серин

T: Треонін

V: Валін

W: Триптофан

Кодований геном білок за функціями належить до рецепторів, g-білокспряжених рецепторів, білків внутрішньоклітинного сигналінгу. 
Локалізований у клітинній мембрані, мембрані.